# Mary Feik
 (juin 2020).
Mary Feik ( /f aɪ k / FYKE) est née le 9 mars 1924 et décédée le 10 juin 2016 est une ingénieure aéronautique américaine, mécanicienne, pilote, instructrice et restauratrice d'avions, elle reçoit de nombreux prix et distinctions au cours de sa carrière. Elle est également colonel dans la patrouille aérienne civile. Elle est reconnue pour être la première femme ingénieure en recherche et développement à la division d'ingénierie de l'Air Technical Service Command à Wright Field, Ohio. Elle disait d'elle même qu'elle était une « aviation anomaly » (« anomalie de l'aviation »). 

## Les premières années
En 1931, un cirque volant vient dans sa région, elle monte dans un Curtiss JN-4 biplan, elle est tout de suite fascinée, elle a tout juste 7 ans. Mary Feik apprend la technique de soudage à l'âge de 11 ans révise son premier moteur à 13 ans, puis se concentre sur les moteurs d'avion et les avions militaires à 18 ans. Malgré toutes ses connaissances et de très bonnes notes dans un programme avancé, elle est refusée aux portes de l'Université car c'est une femme , en effet, le registraire lui répond : « Nous n'acceptons pas les femmes ». Finalement elle décide d'accepter, comme premier emploi, un poste d'enseignante en maintenance d'aéronefs pour l'aviation militaire américaine, au Seymour Field, Goldsboro en Caroline du Nord. 

## Pilote et ingénieur aéronautique
Pendant la Seconde Guerre mondiale, Mary Feik devient une experte en avion de chasse et enseigne l'entretien aéronautique pour le United States Army Air Corps en 1942. Avant d'être promue au Whright Field à Dayton, Ohio, où elle devient la première femme ingénieure en recherche et développement pour le Air Technical Service Command. L'une de ses premières affectation en tant qu'ingénieur aéronautique, est de concevoir le « Captiveair », un avion de formation de haute performance pour l'entraînement des pilotes de chasse. À la suite du succès de ce simulateur Mary Feik aide d'autres bases à construire le "captiveair". Elle est également la rédactrice des manuels de formation des pilotes et des rapports d'ingénierie technique qui sont distribués dans l'ensemble des forces armées. Elle conçoit également des plates-formes déployables qui permettent aux pilotes de tester les procédures et les limites de l'avion alors même que l'avion reste au sol et que les moteurs fonctionnent.  
À une époque où les hommes dominent les cockpits des avions militaires, Mary Feik est finalement autorisée à piloter des avions. Après de nombreux entraînement secrets dans la nuit et au petit matin, elle réalise plus de 5000 heures de vol durant la Seconde guerre mondiale. Durant la guerre de Corée, elle est ingénieur de vol des B-29, observatrice technique et pilote des avions P-51, P-47 et P-63. Lorsque le Lockheed P-80 entre en service, elle reçoit un tout nouveau modèle surnommé «Mary's Little Lamb» en son honneur.     

## Restaurations

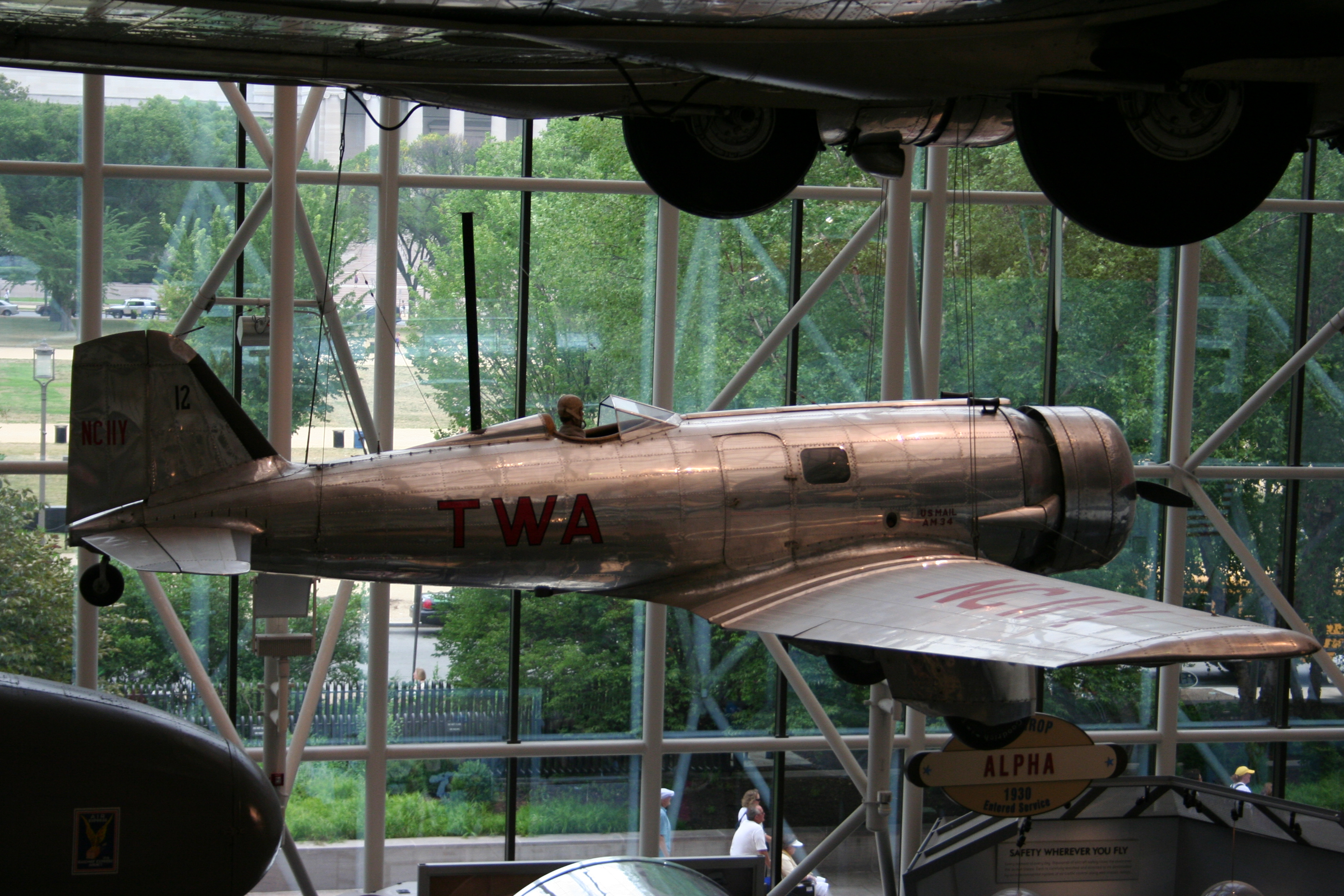
Présentation du projet Northrop Alpha

En 1976, Mary Feik est recrutée par l'insitut Smithsonien Air and Space Museum Paul E. Garber Preservation, Restoration, and Storage Facility, pour lequel elle travaille de nombreuses années. En tant que spécialiste de la restauration, elle participe aux rénovations et enseigne la restauration des avions antiques et classiques. Elle participe à la construction de reproduction d'avions de la Première Guerre mondiale. Elle aide notamment à restaurer le Wiseman-Cooke de 1910, du National Air and Space Museum, un chasseur Spad XIII de la Première Guerre mondiale, ainsi que le Little Stinker de Betty Skelton et un Northrop Alpha, un avion de transport de passagers. Le Piper PA-20 Pacer de Mary Feik est en cours de restauration dans un programme d'études secondaires dans la région métropolitaine de Washington DC, pour être par la suite donné à un musée de l'air.  

## Civil Air Patrol
Mary Feik est la récipiendaire du prix du service émérite du Civil Air Patrol pour son engagement entre 1982 et 2004. Quelques semaines avant sa mort, l'escadron du Civil Air Patrol de Mary Feik est officiellement affrété comme « Escadron composite du colonel Mary S. Feik ».   

## Honneurs

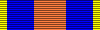
Ruban de réalisation CAP Mary Feik

Mary Feik est intronisée en 1994 au Temple de la renommée des femmes pionnières de l'aviation. Le 24 février 1996, elle reçoit le prix Charles Taylor Master Mechanic Award de la Federal Aviation Administration en reconnaissance de ses exceptionnelles contributions à la sécurité aérienne. Le prix exige que le récipiendaire travaille activement comme mécanicien d'aéronef pendant au moins 50 ans. Mary Feik est la première femme à recevoir ce prix. 
Mary Feik a exprimé à la fin de sa vie que son plus grand honneur est la création d'un ruban à son nom, attestant de la réussite des cadets de la Civil Air Patrol.   
Mary Feik décède d'un cancer le 10 juin 2016 à son domicile d'Annapolis.